# Осада Патр (805)
Осада Патр — осада города Патры, предпринятая местными славянскими племенами Пелопоннеса при поддержке арабского флота в 805 или 807 году. Неудача осады, приписываемая чудесному вмешательству покровителя города — Апостола Андрея, ознаменовала укрепление римского контроля над Пелопоннесом после двух столетий славянской оккупации его западной половины. Окончание осады также положило начало господству митрополии Патры в церковных делах полуострова.

## Предыстория
Граница Римской империи на Балканах была прорвана в начале VII века в результате катастрофических военных кампаний против персов, а затем и арабов на Востоке, что фактически вынудило отказаться от охраны дунайских лимес, в итоге это открыло путь для широкомасштабного проникновения и заселения балканской глубинки различными славянскими племенами. Славяне совершали набеги до южной Греции и берегов Анатолии. Большинство городов региона были разграблены, покинуты либо захвачены и лишь немногие, включая Салоники и Афины, оставались в руках империи.
В Греции восточное побережье Пелопоннеса и Центральная Греция оставались в руках империи как фема Эллада, в то время как в глубине Страны утвердились различные славянские группы. Большинство коренного греческого населения, вероятно, также осталось на месте, либо смешавшись со славянами, либо сохранившись в своих автономных общинах. Как и в других местах, между славянами и оставшимися римскими крепостями и городами вскоре возник в основном временный мирный договор или modus vivendi, причём в основном славянские крестьяне торговали с удерживаемыми римлянами прибрежными городами. Далее к северу, на материковой части Греции, на рубеже VII–VIII веков вокруг границ имперской территории возникли небольшие славянские районы, местных славян стали называть склавины, управляемые своими архонтами, получившими римские титулы и признавшими ту или иную форму имперского сюзеренитета. Имперская власть в Греции была в значительной степени восстановлена походом логофета Стауракия в 783 году, который отважился отправиться из Константинополя по суше в Салоники, а оттуда на юг к Пелопоннесу, подчинив себе славян этих областей.
Патры, расположенные на северо–западном побережье Пелопоннеса, по утверждению Монемвасийской хроники — весьма спорной с точки зрения точности и хронологии, но важного источника для этого периода — были одним из городов, покинутых около 587/8 года в результате славянских набегов, население которых бежало в Региум в Калабрии. За этим последовало 218 лет независимой славянской оккупации Пелопоннеса, примерно до 804/5 года. Однако археологические данные, показывают совершенно другую картину, Патры оставались под римским контролем на протяжении всего этого периода, хотя вполне возможно, что часть населения действительно эмигрировало в Италию.

## Ход осады
Согласно главе 49 Об управлении империей под авторством императора Константина VII Багрянородного, в царствование императора Никифора I славяне Пелопоннеса воевали с греческим населением при помощи «африканских сарацин», грабили сельскую местность и осадили Патры. Город продержался какое-то время, но когда еды стало не хватать, жители начали думать о сдаче. Сначала, однако, они послали всадника в направлении Коринфа, резиденции военного губернатора (стратега), чтобы узнать, идёт ли он им на помощь или нет. Посланнику было приказано по возвращении подать сигнал через флаг, который он нёс: если помощь была на пути, он должен был опустить флаг, в противном случае держать его поднятым. Всадник узнал, что стратег не прибудет или задерживается — Константин VII пишет, что он прибыл через три дня после окончания осады, — но по возвращении в город его лошадь поскользнулась, и он вместе со знаменем упал. Жители Патр истолковали это как знак того, что помощь близка, и выступили против осаждающих их славян, во главе, как гласит предание 6, с самим покровителем города Апостолом Андреем верхом. Славяне запаниковали от внезапного нападения и бежали, бросив осаду. В качестве наказания Константин VII записывает, что славяне впоследствии были обязаны содержать за свой счёт всех чиновников или послов, проходящих через Патры, освобождая местную метрополию от этого бремени.
Константин VII не даёт точной даты нападения, но оно обычно датируется примерно 805 годом, когда город Патры был «заново основан», согласно Монемвасийской хронике, или 807 годом, когда арабский (сарацинский) флот, как известно, достиг южной Греции, хотя арабское участие вполне может быть результатом более поздней интерполяции, смешивающей реальное славянское восстание с последующими арабскими набегами. Монемвасийская хроника, с другой стороны, не упоминает об осаде города. Вместо этого она сообщает, что армянский стратег в Коринфе по имени Склерос победил пелопоннесских славян и что эта победа в 804/5 или 805/6 году ознаменовала конец 218 лет славянской оккупации Пелопоннеса. Затем хроника рассказывает, что император Никифор I восстановил Патры, вернув потомков первоначальных жителей из Региума, и участвовал в крупномасштабной программе переселения и христианизации полуострова, привлекая греческих колонистов из Италии и Анатолии. Программа переселения Никифора, по крайней мере, также подтверждается летописцем Феофаном Исповедником, который излагает её несколько позже, в 810/1.
Некоторые учёные пытались соединить противоречивые сообщения из Хроники и труда Об управлении империей, предполагая, что первое восстановление Патр произошло в 805 году в результате кампании Склероса, которая, вероятно, произошла одновременно с созданием Пелопоннеса как отдельной фемы от Эллады, если бы это не было сделано несколько раньше. Согласно этой интерпретации, славянское восстание и нападение на Патры последовали как реакция несколько лет спустя, между 807 и 811 годами.

## Последствия
Каким бы ни был точный ход событий начала IX века, неудача славянского нападения на Патры укрепила недавно восстановленный римский контроль над Пелопоннесом, а политика Никифора I привела к успешной рехристианизации и эллинизации полуострова. Оборона Патр также обеспечила Римской империи главный морской путь сообщения с Италией и Западом, поскольку она открыла более короткий путь через Коринфский залив вместо более длинного и опасного маршрута вокруг Пелопоннеса, который был подвержен арабским нападениям.
Согласно Константину VII, славяне вновь восстали в начале 840-х годов, но потерпели поражение от стратега Феоктиста Бриенния. На юге два племени, Эзериты и Милинги, продержались дольше всех из славян. В конце концов они были покорены и вынуждены платить большую дань, но сохранили свою автономию. Эти два племени снова восстали столетие спустя, в 921 году. И снова они были быстро покорены, на этот раз стратегом Кренитом Аротрасом, но сумели остаться автономными и сохранить свою самобытность вплоть до франкских времён.
Успешное отражение осады благодаря вмешательству Апостола Андрея также ознаменовало резкое возвышение Патрского престола: бывший подчинённый митрополии Коринфа, он был возведён в отдельную метрополию и стал пользоваться большим политическим и финансовым влиянием. Отныне митрополит Патрский соперничал со своим прежним настоятелем в Коринфе за контроль над другими епархиями Пелопоннеса.